# ロバート・ルイス・スティーヴンソン
ロバート・ルイス・スティーヴンソン（Robert Louis Stevenson、1850年11月13日 - 1894年12月3日）は、イギリス北部のスコットランド、エディンバラ生まれの小説家、詩人、エッセイスト、代表作に冒険小説『宝島』『ジキル博士とハイド氏』がある。出生時の名はロバート・ルイス・バルフォア・スティーヴンソン（Robert Lewis Balfour Stevenson）。「スティーヴンスン」「スチーブンソン」とも表記される。
幼時に乳母から聖書やスコットランドの歴史物語を聞き、詩や小説に親しんだ。生涯結核と闘いながら、著名で、幻想的で寓意に満ちた小説を書いた。

## 生涯
父トーマス、祖父ロバートは共に灯台建設を専門とする技術者だった。母はマーガレット・バルフォア。スティーヴンソンはエディンバラ・アカデミーを経て、1867年にエディンバラ大学の工学科に入学し、父の跡を継ぐことを期待されたが、1871年には法科に転科。1873年に療養のためフランスに滞在。1875年に弁護士の資格を得た。出生時の名前はロバート・ルイス・バルフォア・スティーヴンソン(Robert Lewis Balfour Stevenson)だったが、18歳の時に名前の間に入っていたバルフォアを外し、次いでセカンドネームの「Lewis」を「Louis」に変更した。以後、名前を略す際にはRLSと名乗る。生まれつき病弱で、若い頃に罹った結核のため、各地を転地療養しながら作品を執筆した。

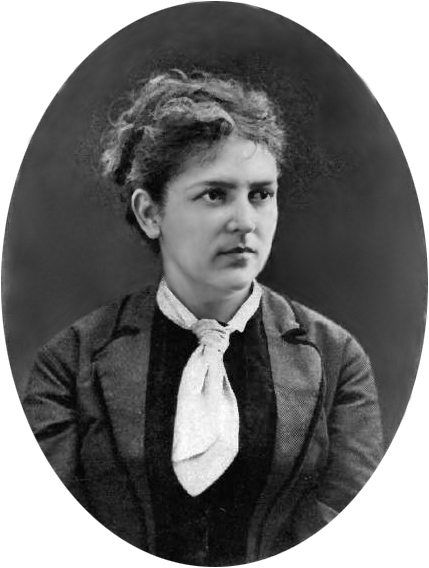
妻ファニー・オズボーン（1876年）

処女作は1874年に雑誌に発表したエッセイ『南欧に転地を命ぜられて』（『若い人々のために』所収）。療養先で、レズリー・スティーヴンの紹介でジャーナリストのウィリアム・アーネスト・ヘンリーと知り合い、1877年からヘンリーの編集する『ロンドン・マガジン』 (The London Magazine) に『新アラビア夜話』を連載。1877年にパリで後に妻となるアメリカ人ファニー・オズボーンと出会う。ファニーは10歳年上で既婚で2人の子どもがいたが、1879年に夫が病気を患い、離婚。翌年5月サンフランシスコでスティーヴンソンと結婚する。この頃、1876年にフランスの運河をカヌーで旅行した時の経験による『内陸の旅人（内地の船旅）』（1878年）、及び『驢馬の旅（旅は驢馬をつれて）』（1879年）の2篇の紀行文を出版。ファニーと2人の子どもを連れてスコットランドに帰り、精力的に創作に取り組んだ。1881年にはエッセイ『若い人々のために』を出版する。
1882年エッセイ『わが親しめる人と書物』（吉田松陰の小伝をふくむ）を出版した。同年、南フランスのイエールに家を買ったが、後に父の病気が悪化したのでボーンマスに移り住んだ（1884年 - 1887年）。1883年には一躍彼の名を高からしめた、最初の長編小説『宝島』を出版、ウィリアム・グラッドストンはローズベリー卿の家で『宝島』を見せられて欲しくなり、翌日ロンドン中の本屋を探させたというほどの人気だった。1885年『プリンス・オットー』を出版、1886年『誘拐されて』及び、代表作『ジキル博士とハイド氏』を出版した。
1887年5月に父が亡くなったのを機に、8月には妻子を伴いアメリカ移住し、あらたな転地先を物色する。スティーヴンソンはサンフランシスコに滞在していた時に、チャールズ・ウォーレン・ストッダード (Charles Warren Stoddard) という出版界の人物と出会い、彼の南海の話に興味を持っており、検討の末、以前スクリブナーズ出版社の依頼で取材した南太平洋の島々の気候が自身の健康のために良いと考え、1888年にマルキーズ諸島のヌク・ヒバ島、パウモトゥ諸島、ギルバート諸島を訪れた。1889年にハワイ諸島を訪問した際にはカラカウア王に親しくなって、ハワイの地理や歴史に関心を持ち、古くのハレ・オ・ケアウエ王の名を「壜の小鬼」の主人公の名にしている。1890年10月に家族とともに南太平洋のサモア諸島中のウポル島に移住し、残りの生涯を同地ですごした。彼は島人から「ツシタラ（語り部）」として好かれ、自らも島の争いを調停するなどの仕事をした。島での暮らしは健康に恵まれ、多くの作品を発表した。ジャコバイトの反乱の際に発生したアソル公爵家の分裂騒動に関心を持ち、それをモデルにした悲劇的な歴史小説『バラントレーの若殿』を書き始め、アメリカ、タヒチ、ハワイで書き継がれて1889年に単行本化された。またファニーの連れ子のロイド・オズボーンとの共著もある。
1894年12月4日、スティーヴンソンは妻との会話中、ワインの栓を抜こうとしたときに脳溢血の発作を起こし2時間後に亡くなった。遺稿は倒れる直前まで口述していた小説『ハーミストンのウエア』で未完作となった。
スティーヴンソンの亡骸はバエア山の頂に葬られ、墓碑には彼の詩が刻まれた。
Requiem
Under the wide and starry sky
Dig the grave and let me lie
Glad did I live and gladly die
And I laid me down with a will
This be the verse you grave for me
Here he lies where he longed to be
Home is the sailor, home from sea
And the hunter home from the hill
鎮魂歌
広大な星空の下
墓を穿ちわたしは横たわる
わたしは喜びとともに生き、喜びとともに死に
従容として身を横たえる
墓にはこう刻んで欲しい
彼、憧れの地に眠る
船乗りは海から故郷を望む
狩人は丘から故郷を望む
1897年母マーガレットが、1914年妻ファニーが死去。ウポル島のスティーヴンソンの旧邸は、現在「ロバート・ルイス・スティーヴンソン博物館」として利用されている。

## 評価
ジョン・ゴールズワージーは「スティヴンソンは人間の型を描いたり人間の生活の種種の面を描き出すというよりは寧ろ物語作者であって、アレグザンダ・デューマーやディッケンズに較べてみて遜色がないのみか、筋の運びの手際の良さと快適な速さを持つ点では却って両者を凌駕するものである。十九世紀の英国の作家の中で不朽の生命をもつであろうと想われるのは、ディッケンズを除けばひとりスティヴンソンあるのみである」と述べている。
『アシニヤム（アテナイオン）』誌 (The Athenaeum (British magazine)) では「スティヴンソンこそ現文壇に於ける物語文学再興の主導者である」と評している。
今日もなお『宝島』『ジキル博士とハイド氏』『新アラビア夜話（自殺クラブ）』などは、児童向け抄訳を含めて日本や世界各国で広く読み継がれており、全作品が19世紀に属する英国作家としては最も大衆的人気を保ち続けている一人である。
サモアを始めとする南洋を舞台にする短編小説に「びんの小鬼(The Bottle Imp)」(1891年)「声の島(The Isle of Voice)」(1893年)などがある。「びんの小鬼」はドイツの古い伝説からアイデアを得たと言われており、イギリスで発表された後に宣教師によってサモア語に翻訳され、サモアでこれを掲載した新聞は発行部数が跳ね上がった。サモア人たちはスティーブンソン夫妻がサモア人たちを手厚くもてなすのを見て、この小説に登場するびんのおかげで豊かな暮らしができるのだと信じていたという。「ねじけジャネット(Thrawn Janet)」(1881年)や「トッド・ラプレイクの話(Tad Laprick’s Tale)」(1893年)はスコットランド語で書かれている。「ねじけジャネット」はヘンリー・ジェイムズにより「十三ページで書かれた傑作」と評されるなど、スティーブンソンの傑作とされる。「マーカイム(Markheim)」(1885年)は科学雑誌に掲載された潜在意識に関する論文を読んで思いついた作品で、サマセット・モームの『世界短篇小説百選』(1939年)にも選ばれた。
インデックス・トランスラチオヌムによると、スティーヴンソンは世界で26番目に翻訳された作家で、オスカー・ワイルドやエドガー・アラン・ポーより上位である。

## 作品リスト
※は電子書籍も刊行

### 長編小説
- The Hair Trunk or The Ideal Commonwealth, 1877年（未完成・未発表）

2014年にThe Hair Trunk or The Ideal Commonwealth: An Extravaganzaの題で刊行
- 『宝島』Treasure Island, 1883年
  - 光文社古典新訳文庫※・中公文庫・新潮文庫※ ほか多数
- 『プリンス・オットー』Prince Otto, 1885年
  - 小川和夫訳、岩波文庫（度々復刊）
- 『ジキル博士とハイド氏』Strange Case of Dr Jekyll and Mr Hyde, 1886年
  - 岩波文庫・光文社古典新訳文庫・角川文庫※ ほか多数
- 『誘拐されて』 Kidnapped, 1886年
  - 大場正史訳（グーテンベルク21(電子出版での復刊)※、2014年）
  - 『さらわれたデービッド』坂井晴彦 訳、福音館書店（児童向け）
  - 『さらわれて デイビッド・バルフォアの冒険』佐復秀樹 訳、平凡社ライブラリー※、2021年
- 『黒い矢』 The Black Arrow : A Tale of the Two Roses, 1888年
（『Young Folks』 (Young Folks (magazine)) 紙, 1883年6月30日-10月20日）
  - 『二つの薔薇』中村徳三郎訳、岩波文庫（度々復刊）
- 『バラントレーの若殿』The Master of Ballantrae : A Winter's Tale, 1889年
（『スクリブナーズ・マガジン (Scribner's Magazine) 』1888年11月-1889年9月）
  - 海保眞夫訳、岩波文庫、1996年、再版2010年
- 『箱ちがい』The Wrong Box, 1889年（ロイド・オズボーンと共著 - 1966年に映画化（en:The Wrong Box）
  - 千葉康樹訳、国書刊行会、2000年
- 『難破船』The Wrecker, 1892年（ロイド・オズボーンと共著）
  - 駒月雅子訳、早川書房〈ハヤカワ・ミステリ〉、2005年
- 『カトリーナ』Catriona (アメリカ版 David Balfour) , 1893年（『誘拐されて』の続編）
  - 『海を渡る恋』中村徳三郎訳、旧・河出文庫 1956年
  - 『カトリアナ　続デイビッド・バルフォアの冒険』佐復秀樹 訳、平凡社ライブラリー※、2022年
- 『引き潮』The Ebb-Tide, 1894年（ロイド・オズボーンと共著）
  - 駒月雅子訳、国書刊行会、2017年
- 『ハーミストンのウエア』Weir of Hermiston, 1896年（未完）
- 『虜囚の恋』St Ives: Being the Adventures of a French Prisoner in England, 1897年（未完、アーサー・キラークーチにより完成）
  - 工藤昭雄・小沼孝志訳、筑摩書房「世界ロマン文庫20」、1970年

### 短編集
- 『新アラビア夜話』（自殺クラブ） New Arabian Nights, 1882年。二部構成の全7連作品
  - 『新アラビア夜話』（南條竹則・坂本あおい訳、光文社古典新訳文庫、2007年）

旧訳版『新アラビヤ夜話』（佐藤緑葉訳、岩波文庫）- 度々復刊
『自殺クラブ』（河田智雄訳、グーテンベルク21※、2015年）- 旧版は講談社文庫、福武文庫、1989年
  - 自殺クラブ[11] The Suicide Club - 作中話「クリームタルトを持った青年の話」「医師と旅行鞄の話」「二輪馬車の冒険」を含む。
  - ラージャのダイヤモンド　Rajah's Diamond - 作中話「丸箱の話」「若い聖職者の話」「緑の日除けがある家の話」「フロリゼル王子と刑事の冒険」を含む。
- 『臨海楼綺譚』（眺海の館） New Arabian Nights vol.2（全4作の中編および短編）
『臨海楼綺譚』The Pavilion on the Links（島田謹二訳、研究社ほか）
『臨海楼綺譚　新アラビア夜話第2部』（南條竹則訳、光文社古典新訳文庫、2022年）、上記の新訳
  - その夜の宿　A Lodging for the Night
  - マレトロアの扉　The Sire De Maletroits Door
  - ベルトリーニのギター　 Providence and the Guitar
- 『続・新アラビア夜話 - 爆弾魔』（爆薬製造人）More New Arabian Nights: The Dynamiter, 1885年（妻ファニーとの合作）
南條竹則訳、国書刊行会※（2021年）- 全14作の短編および掌編
- The Merry Men and Other Tales and Fables, 1887年
- 『南海千一夜物語』Island Nights' Entertainments, 1893年（別題South Sea Tales） 
中村徳三郎 訳、岩波文庫（復刊1989年）
- 『寓話集』Fables, 1896年 -「沈みかけた船」からの19掌編と番外「物語の人物たち」からなる。
- Tales and Fantasies, 1905年
- J.L.ボルヘス編 The Isle of Voices,  La Biblioteca di Babele 17, 1979年
『声たちの島 バベルの図書館17』高松雄一、高松禎子訳、国書刊行会 1989年、新編2013年
『マーカイム・壜の小鬼　他五篇』岩波文庫、2011年 - 増補改訳版

日本版独自編集
- 『ねじけジャネット　スティーヴンソン短篇集』河田智雄訳、創土社、1975年
『スティーヴンソン怪奇短篇集』福武文庫、1988年、各・抜粋新編
『死骸盗人』河田智雄訳（グーテンベルク21※・全8作品、2015年）
- 『スティーヴンソン　ポケットマスターピース08』集英社文庫ヘリテージ、2016年

「ジーキル博士とハイド氏」ほか10作品（辻原登編・作品解説中和彩子・大久保譲・吉野由起）
- 『眺海の館』（井伊順彦ほか訳、論創社※、2019年）- 全7作品

### ノンフィクション
- 『若い人々のために ほか』Virginibus Puerisque, and Other Papers, 1881年（随筆集）
- Familiar Studies of Men and Books, 1882年（随筆集、吉田松陰の小伝「’’Yoshida Torajiro’’」を含む) 
  - 大学書林語学文庫、1983年／よしだみどり『知られざる「吉田松陰伝」』「第1章」に全訳収録（祥伝社新書、2009年）
- 『回想と肖像』Memories and Portraits, 1887年（随筆集）
- On the Choice of a Profession, 1887年
- Memoir of Fleeming Jenkin, 1888年
- Father Damien: an Open Letter to the Rev. Dr. Hyde of Honolulu, 1890年（書簡集）
- Vailima Letters, 1895年
- Prayers Written at Vailima, 1904年
- Essays in the Art of Writing, 1905年
- The New Lighthouse on the Dhu Heartach Rock, Argyllshire, 1995年（1872年原稿による）
- Sophia Scarlet, 2008年（1892年原稿による）

### 詩集と戯曲
- 『子供の詩の園』A Child's Garden of Verses, 1885年（童謡集）、訳書多数
- Underwoods, 1887年（英語とスコットランド語で書かれている詩集)
- Ballads, 1891年
- Three Plays, 1892年（戯曲、ウィリアム・アーネスト・ヘンリーと共著）
- Songs of Travel and Other Verses, 1896年
- Poems Hitherto Unpublished（全3巻）, 1916-1921年
- 『道徳的な寓意、およびその他の詩』ロイド・オズボーン編

オリジナル木版画入り（広本勝也訳、鳥影社、2025年）

### 紀行文
- 『内地の船旅』An Inland Voyage, 1878年
（友人のRob Roy canoeとの、ベルギーのアントウェルペンからフランスのポントワーズまでの旅）
吉田健一訳『旅は驢馬をつれて 他一篇』（岩波文庫）に収録。
- Edinburgh: Picturesque Notes, 1878年
（故郷エディンバラの土地、建築、歴史の紹介）
- 『旅は驢馬をつれて』Travels with a Donkey in the Cévennes, 1879年
（フランス中部セヴェンヌ山脈の2週間のひとり旅）
『旅は驢馬をつれて』小沼丹訳（みすず書房）- 新編の別版
- The Silverado Squatters, 1883年
（妻ファニーとその子ロイドとの、アメリカのNapa Valleyへの新婚旅行。カリフォルニアワインの発展を予見している）
- Across the Plains, 1892年（1879–80年執筆、ニューヨークからカリフォルニアまでの列車の旅）
- The Amateur Emigrant, 1895年（1879–80年執筆、ヨーロッパからニューヨークまでの船旅）
- The Old and New Pacific Capitals, 1882年（1879年8-12月のカリフォルニアのモントレーでの滞在）
- Essays of Travel, 1905年

### 島の文学
- In the South Seas, 1896年（太平洋のたびに関する記事とエッセイ集）
- A Footnote to History, Eight Years of Trouble in Samoa, 1892年

## ギャラリー

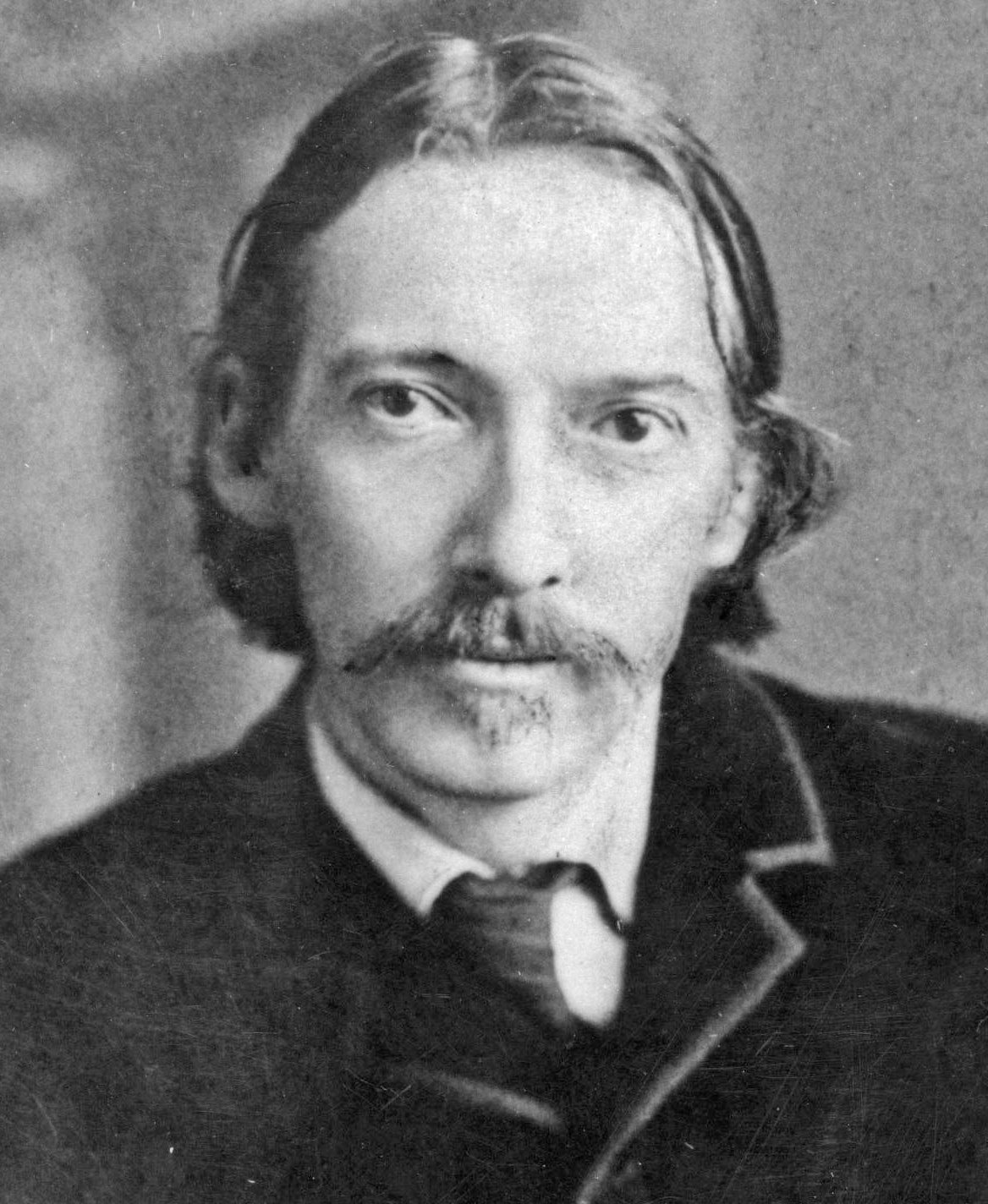
顔写真（1870年代）
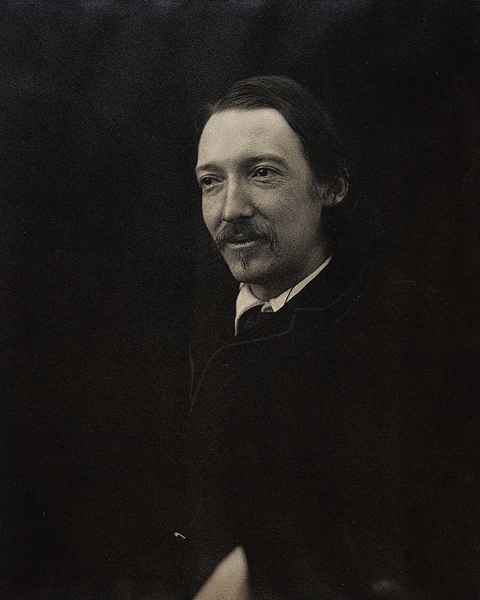
写真（1885年 スコットランド国立美術館）
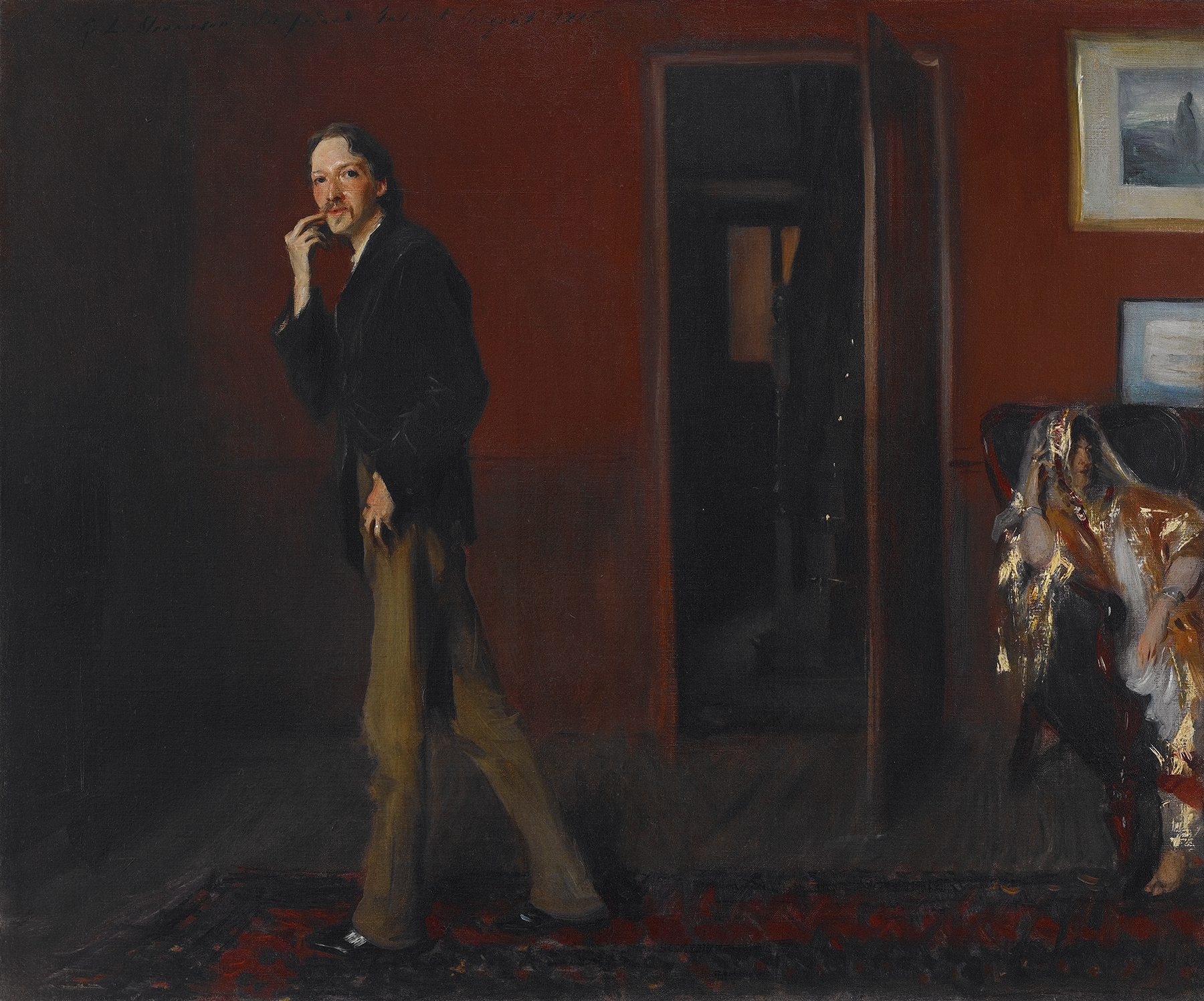
ダイニングルームでの肖像画、右に見えるのは妻（1885年 ジョン・シンガー・サージェント）
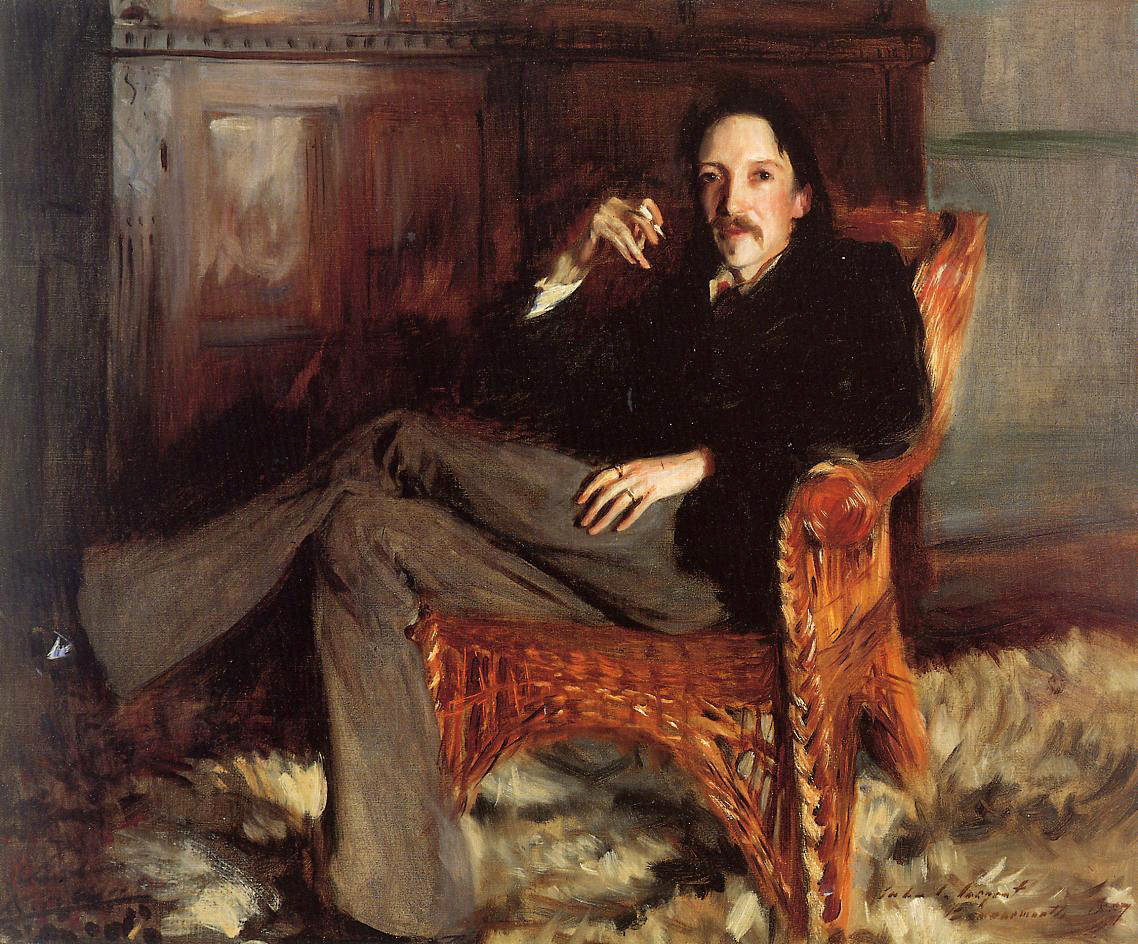
肖像画（1887年 ジョン・シンガー・サージェント）
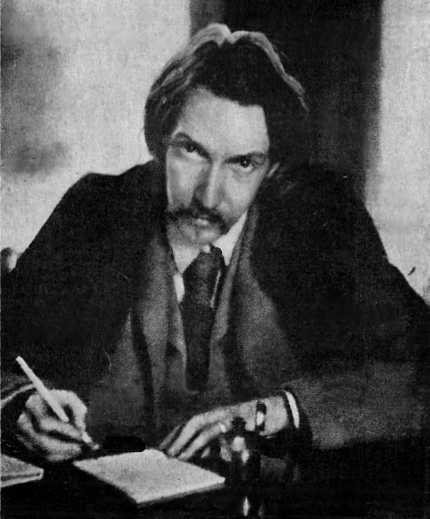
写真（1888年 ロイド・オズボーン）
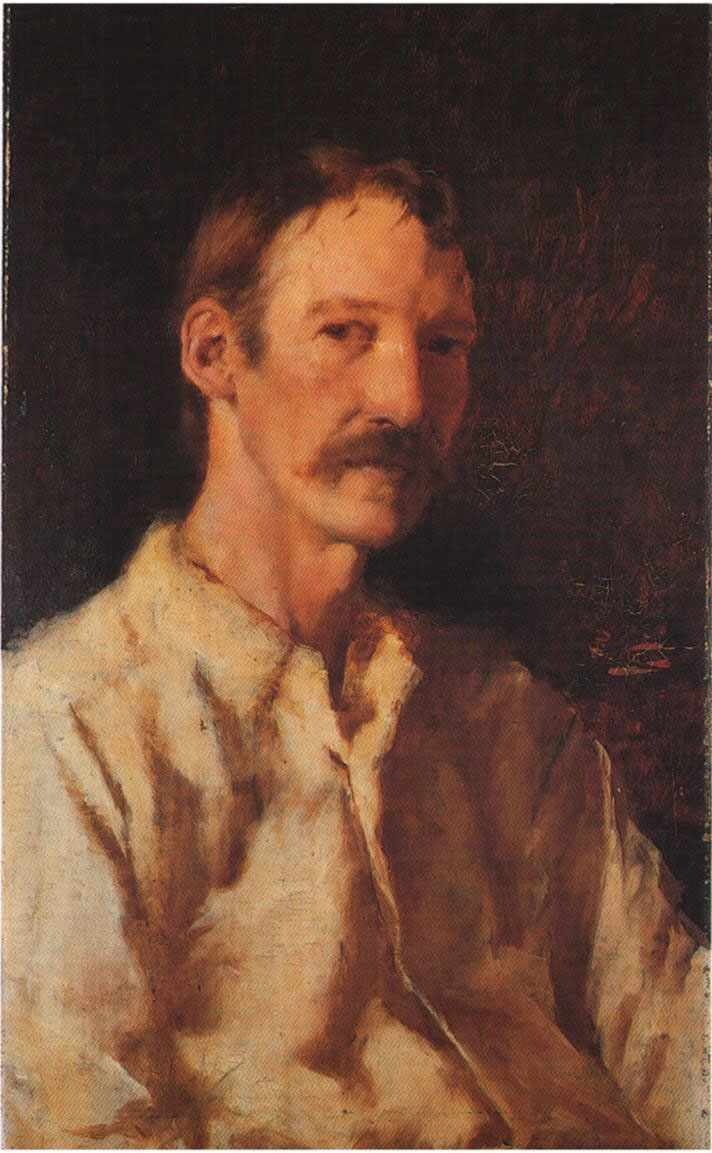
肖像画（1892年） (画)ジローラモ・ネルリ

## 伝記
- 『物語る人（トゥシターラ）「宝島」の作者・スティーヴンスンの生涯』
よしだみどり、毎日新聞社、1999年
- 『ロバート・ルイス・スティーヴンソン　G・K・チェスタトン著作集〈評伝篇・第5巻〉』
ピーター・ミルワード編・解題、別宮貞徳・柴田裕之訳、春秋社、1991年